# Badminton-Asienmeisterschaft für Behinderte 2004
Die Badminton-Asienmeisterschaft für Behinderte 2004 fand vom 14. bis zum 18. Juli 2004 in Kuala Lumpur statt.

## Medaillengewinner
| Disziplin                            | Gold                                    | Silber                              | Bronze                                    |
| ------------------------------------ | --------------------------------------- | ----------------------------------- | ----------------------------------------- |
| Herreneinzel BMW2+3 (WH1–WH2)        | Madzlan Saibon                          | Kusum Weerasinghe                   | V. G. Nishantha                           |
| Herreneinzel BMW2+3 (WH1–WH2)        | Madzlan Saibon                          | Kusum Weerasinghe                   | Osamu Nagashima                           |
| Herreneinzel BMSTL1 (SL3)            | Jasmi Tegol                             | Radhi Juhari                        | Hsu Jen-ho                                |
| Herreneinzel BMSTL1 (SL3)            | Jasmi Tegol                             | Radhi Juhari                        | Koji Hemmi                                |
| Herreneinzel BMSTL2 (SL4)            | Chuang Liang-tu                         | Takahito Takeyama                   | Ahmad Abdul Rahman                        |
| Herreneinzel BMSTL2 (SL4)            | Chuang Liang-tu                         | Takahito Takeyama                   | Adisak Saengarayakul                      |
| Herreneinzel BMSTU5 (SU5b)           | Cheah Liek Hou                          | Jeffrey Zee                         | Hsu Chi-tsung                             |
| Herreneinzel BMSTU5 (SU5b)           | Cheah Liek Hou                          | Jeffrey Zee                         | Lee Meng-yuan                             |
| Herrendoppel BMW2+3 (WH1–WH2)        | Madzlan Saibon Zulkafli Shaari          | V. G. Nishantha Kusum Weerasinghe   | Yukiya Kusunose Osamu Nagashima           |
| Herrendoppel BMW2+3 (WH1–WH2)        | Madzlan Saibon Zulkafli Shaari          | V. G. Nishantha Kusum Weerasinghe   | Madasu Srinivas Rao Satya Prakash Tiwari  |
| Herrendoppel BMSTL1 (SL3)            | Jasmi Tegol Radhi Juhari                | Shahid Hussain Ali Rafique Muhammad | Hsu Jen-ho Huang Yu-jen                   |
| Herrendoppel BMSTL1 (SL3)            | Jasmi Tegol Radhi Juhari                | Shahid Hussain Ali Rafique Muhammad | Azmin Ali Yau Tiam Ann                    |
| Herrendoppel BMSTL2 (SL4)            | Chuang Liang-tu Chiang Chung-hou        | Baek Dong-gyu Jun Dong-chun         | Anand Kumar Boregowda Raghuram Samaduraja |
| Herrendoppel BMSTL2 (SL4)            | Chuang Liang-tu Chiang Chung-hou        | Baek Dong-gyu Jun Dong-chun         | Hairol Fozi Saaba Suhaili Laiman          |
| Herrendoppel BMSTU5 (SU5b)           | Cheah Liek Hou Razali Jaafar            | Tetsuo Ura Hironobu Kawabata        | Wong Shu Yuen Jeffrey Zee                 |
| Herrendoppel BMSTU5 (SU5b)           | Cheah Liek Hou Razali Jaafar            | Tetsuo Ura Hironobu Kawabata        | Ahmad Najmuddin Hamizan Mohamed           |
| Team BMSTL1–BMSTU5 (SL3–SU5)         | Chinesisch Taipeh                       | Malaysia                            | Hongkong                                  |
| Team BMSTL1–BMSTU5 (SL3–SU5)         | Chinesisch Taipeh                       | Malaysia                            | Japan                                     |
| Dameneinzel BMW2+3 (WH1–WH2)         | Tomomi Miyama                           | Midori Kagotani                     | Chow Mei Hsia                             |
| Dameneinzel BMW2+3 (WH1–WH2)         | Tomomi Miyama                           | Midori Kagotani                     | Chen Yen Chang                            |
| Dameneinzel BMSTL2–BMSTU5 (SL3–SU5)  | Parul Dalsukhbhai Parmar                | Ma Hoi Kwan                         | Ng Lai Ling                               |
| Dameneinzel BMSTL2–BMSTU5 (SL3–SU5)  | Parul Dalsukhbhai Parmar                | Ma Hoi Kwan                         | Pushpalatha T.                            |
| Damendoppel BMW2+3 (WH1–WH2)         | Midori Kagotari Tomomi Miyama           | Chen Yen Chang Chow Mei Hsia        | Norisah Bahrom Ras Adiba Radzi            |
| Damendoppel BMWSTL1–BMSTU5 (SL3–SU5) | Parul Dalsukhbhai Parmar Pushpalatha T. | Ma Hoi Kwan Ng Lai Ling             | Norshariza Shaid Noraimi Abdullah         |